# Odyssey Sims
Odyssey Celeste Sims (nacida el 13 de julio de 1992 en Irving, Texas) es una jugadora de baloncesto estadounidense. Con 1.73 metros de estatura, juega en la posición de base.